# ضرب‌علی
ضرب‌علی (به لاتین: Zərbəli) یک منطقه مسکونی در جمهوری آذربایجان است که در شهرستان جلیل‌آباد واقع شده است. ضرب‌علی ۴۰۹ نفر جمعیت دارد.

## دین
در مسجد جامع این روستا به‌نام امام حسین یک هیئت مذهبی وجود دارد.